# San Marco d'Alunzio
San Marco d'Alunzio est une commune italienne de la province de Messine, dans la région Sicile.

## Histoire
Robert Guiscard fait construire au début des années 1060 la forteresse de San Marco pour contrôler le Val Demone lors de la conquête de la Sicile.

## Administration
| Période                                  | Période | Identité | Étiquette | Qualité |
| ---------------------------------------- | ------- | -------- | --------- | ------- |
|                                          |         |          |           |         |
| Les données manquantes sont à compléter. |         |          |           |         |

### Communes limitrophes
Capri Leone, Frazzanò, Longi, Militello Rosmarino, Torrenova

## Monuments
- la Grande abbaye (Badia grande) di Santissimo Salvatore, fondée par Marguerite de Navarre, femme de Guillaume Ier de Sicile. Une basilique basilienne à trois nefs séparées par des murs percés de trois arches[2].